# Carl Ladendorff
Carl Ladendorff (* 6. Februar 1869 in Borrentin; † 1. Februar 1947 in Berlin) war ein deutscher Finanzbeamter und Politiker (Wirtschaftspartei).

## Leben
Nach dem Besuch des Gymnasiums in Demmin absolvierte Ladendorff eine kaufmännische Ausbildung im väterlichen Geschäft und arbeitete anschließend als Kaufmann im Mühlen- und Bäckereigewerbe. Er leistete Militärdienst und wirkte als Vizewachtmeister beim Präsidium der Artillerieprüfungskommission in Berlin. Pfingsten 1904 verlobte er sich mit Ida Massmann. Nach dem Ersten Weltkrieg war er als Finanzbeamter bei der Reichsbank tätig, zuletzt als Reichsbankrat.
In den 1920er- und 1930er-Jahren war Ladendorff Vorsitzender des Bundes der Berliner Haus- und Grundbesitzer und Vorsitzender des Preußischen Landesverbandes der Haus- und Grundbesitzervereine. Darüber hinaus war er Vorsitzender des Aufsichtsrates und Mitbegründer der Berliner Bank für Handel und Grundbesitz AG sowie Mitglied des Aufsichtsrates der Mitteldeutschen Boden-Kredit-Anstalt AG in Berlin.
Nach 1918 orientierte sich Ladendorff zunächst an der Politik der linksliberalen DDP, trat dann aber 1921 in die Wirtschaftspartei des deutschen Mittelstandes ein, für die er von 1921 bis 1932 als Abgeordneter dem Preußischen Landtag angehörte. Von 1924 bis Ende 1931 übernahm er im Parlament den Fraktionsvorsitz. In dieser Funktion suchte er die Annäherung an die NSDAP und unterstützte parlamentarische Anträge, die einen Rechtskurs seiner Partei verfolgten. Im Oktober 1931 war er Vertreter der Wirtschaftspartei auf der Tagung der antidemokratischen Harzburger Front.